# Alexandre Yikyi Bazié
Alexandre Yikyi Bazié (ur. 17 sierpnia 1960 w Ténado) – duchowny katolicki z Burkina Faso, biskup pomocniczy Koudougou od 2019.

## Życiorys
Święcenia kapłańskie przyjął 19 lipca 1987 i został inkardynowany do diecezji Koudougou. Po kilkuletnim stażu wikariuszowskim oraz studiach w Rzymie został wykładowcą w krajowym seminarium w Bobo-Dioulasso, a w 1998 został jego rektorem. W latach 2006–2009 pracował jako wykładowca na katolickim uniwersytecie w Abidżanie. W latach 2010–2016 przebywał we francuskiej diecezji Saint-Flour, a po powrocie do kraju był proboszczem parafii w Réo oraz wikariuszem generalnym diecezji.
25 marca 2019 papież Franciszek mianował go biskupem pomocniczym diecezji Koudougou oraz biskupem tytularnym Gummi in Byzacena. Sakry udzielił mu 29 czerwca 2019 biskup Joachim Ouédraogo.